# Europese kampioenschappen kyokushin karate 2001 (IKO Matsushima)
De Europese kampioenschappen kyokushin karate 2001 waren door de International Karate Organisation Matsushima (IKO) georganiseerde kampioenschappen voor kyokushinkai karateka's. De tweede editie van de Europese kampioenschappen vond plaats in het Spaanse Barcelona.

## Resultaten
| Gewichtsklasse | Goud             | Zilver           | Brons                         |
| -------------- | ---------------- | ---------------- | ----------------------------- |
| Lichtgewicht   | Ramal Mustafayev | Hussein Baharani | Jonathan Tineo Andrei Alexeev |
| Middengewicht  | Cesar Rufo       | Pep Llorens      | Edu Giner David Godino        |
| Zwaargewicht   | Arash Sharafi    | Dmitry Shabanov  | Akbar Darvishi Andrei Drokhin |